# Myrmeleon trigonois
Myrmeleon trigonois là một loài côn trùng trong họ Myrmeleontidae thuộc bộ Neuroptera. Loài này được Bao & Wang miêu tả năm 2006.